# Cenophengus ciceroi
Cenophengus ciceroi is een keversoort uit de familie Phengodidae. De wetenschappelijke naam van de soort is voor het eerst geldig gepubliceerd in 1981 door Wittmer.